# Gorges du Nozon
Les gorges du Nozon sont des gorges situées dans les communes de Croy, Romainmôtier-Envy, Arnex-sur-Orbe, Pompaples et La Sarraz, le long du Nozon, dans le canton de Vaud, en Suisse.

## Géographie

### Situation
Les gorges, longues de 400 mètres, se situent dans le Sud du canton de Vaud, à une altitude variant de 602 à 491 mètres.

### Géologie
Les gorges du Nozon sont principalement constituées de calcaire, de marne, de dépôts morainiques et d'un peu de tuf du Hauterivien, du Barrémien, du Quaternaire et du Tertiaire, ainsi que de l'Urgonien du Crétacé.

## Activités

### Randonnée
Un chemin longe les gorges de Pompaples à Croy, en passant par la cascade du Dard.